# Mathías Bernatene
Mathías Nicolás Bernatene Carle (n. Dolores, Uruguay, 24 de julio de 2000) es un futbolista uruguayo. Juega de portero y su club actual es Magallanes de la Primera B de Chile.

## Trayectoria
Oriundo de Dolores, comenzó su carrera  en el Bella Vista de su ciudad natal, para luego recalar en las divisiones inferiores de Albion. En 2018 pasó a formar parte de las juveniles de Nacional, firmando su primer contrato como profesional en enero de 2020.En 2021 fue ascendido al primer equipo Bolso, formando parte del plantel campeón de Primera División en 2022.
En enero de 2023 es cedido a préstamo a Rentistas de la Segunda division uruguaya.Fue titular por toda la campaña de Los Bichos Colorados que quedó ad portas del ascenso, tras caer en el Playoff ante Juventud Las Piedras.El 23 de enero de 2024 es anunciado como nuevo jugador de Magallanes de la Primera B chilena.

## Clubes
| Club                 | País    | Año       |
| -------------------- | ------- | --------- |
| Nacional             | Uruguay | 2020-2023 |
| → Rentistas (cedido) | Uruguay | 2023      |
| Magallanes           | Chile   | 2024-Act. |

## Palmarés

### Campeonatos nacionales
| Título           | Equipo   | País    | Año  |
| ---------------- | -------- | ------- | ---- |
| Torneo Clausura  | Nacional | Uruguay | 2022 |
| Primera División | Nacional | Uruguay | 2022 |